# كأس العالم للهوكي للسيدات 1974
كأس العالم للهوكي للسيدات 1974 (بالإنجليزية: 1974 Women's Hockey World Cup)‏ هو النسخة الأولى من كأس العالم للهوكي للسيدات، أشرف على تنظيمه الاتحاد الدولي للهوكي، وأقيم خلال الفترة 17/ 24 مارس 1974 بمدينة مانديليو بفرنسا. فازت به سيدات هولندا بعد تغلبهن في النهائي على سيدات الأرجنتين بنتيجة 1-0.

## النهائي
| 24 مارس 1974 17:00 |

| الأرجنتين | 0–1 | هولندا             |
| --------- | --- | ------------------ |
|           |     | Van Kollenburg 29' |

|  |

المصدر: الموقع الرسمي ل FIH

## تشكيلة البطل
هولندا
- Anneke Bax
- Toos Bax
- Suzan Bekker
- Cora de Wilde
- Marja Hagemans
- Helma Hoegen
- Wilma Koopman
- Debbie Kreft
- Loes Leurs
- Jose Poelmans
- Lisette Sevens
- Marjo van Straten
- Nel van Kollenburg
- Nicole van Lierop
- Tanja van Ossterhout